# Eveslogite
La eveslogite è un minerale.

## Etimologia
Il nome deriva dalla località russa di scoperta: il monte Eveslogchorr, nei giacimenti alcalini di Khibina, nella penisola di Kola.